# Cratere Maron
Maron è un cratere sulla superficie di Teti.